# Була (река)
Була́ (чув. Пăла, тат. Бола) — река в России, левый приток реки Свияги. Длина от истока до устья 118 (по другим данным — 127,7 км; в пределах Республики Татарстан — 32 км), площадь водосбора — 1580 км²
Начинаясь близ посёлка Липовка Ибресинского района, протекает по Чувашии, впадает в Свиягу на территории Республики Татарстан.
Местность в бассейне реки — равнинная, занята сельхозугодьями, пашней и степью; лес редок, присутствует лишь у истока реки. Половодье весеннее, четко выраженное. Большая часть стока (86 %) проходится на весну. Питание преимущественно снеговое (до 80 %), остальная часть — дождевое и грунтовое. Общая минерализация вод бассейна в период летней межени колеблется от 100 до 800 мг/л, в бассейне Малой Булы повышается до 990 мг/л.

## Этимология
- Чув. пăла, от татар. буа «пруд, запруд, плотина»[5].
- Глагол «була» в тюркских языках имеет значение «течь», «мешать»[5][6].
- Согласно книге «Топографическое исследование Симбирского наместничества» инженера и географа екатерининской эпохи, исследователя Симбирской губернии Т. Г. Масленицкого: «…Була — по-русски — „лосиная“ сия река, (по-чувашски Пула, Пюлан, по-русски — лось[~ 1]), выходящая из сурских лесов, коя течёт на восток и через 51 версту выходит Казанского наместничества в Тетюшскую округу»[7].

## Притоки
Из более трёх десятков больших и малых притоков главный — Малая Була́.
- правые: Картлы (устье расположено вниз по реке от деревни Бахтигильдино), Семзе (устье расположено у деревни Балабаш-Баишево), Юлум (устье расположено у деревни Полевое Чекурово), Шлипшур, Абуржа (устье у деревни Яншихово), Юхма́, Кепе (устье у села Батырево), Байбарус, Пучивар (устье у деревни Старое Ахпердино), Тимерля (устье у села Тойси), Серпюрт-Сирми (устье у деревни Старые Тойси), Маленькая (устье у деревни Кошки-Куликеево), ручей Суринский (устье у деревни Новое Изамбаево);
- левые: Вырымшур (устье расположено у деревни Малые Арабузи), река Азау (устье у деревни Яншихово),Чесноковка, Шигал (устье расположено у села Новое Ахпердино), Малая Була (устье расположено у села Бик-Утеево), Черемшан (устье расположено примерно в километре до места впадания Булы в Свиягу)[9].

## История
Раньше была полноводной, на ней имелись водяные мельницы. Имеются свидетельства о сплаве леса: в 1898 году самарский купец Маштаков, договорившись с владельцами водяных мельниц, сплавил по Буле большую партию леса из Тархановского имения удельной конторы. Вдоль Булы в прошлом проходил торговый путь из Волжской Булгарии в Киев. Тигашевское городище, находящееся на окраине деревни Тигашево, являлось военно-опорным пунктом Волжской Булгарии, защищавший торговый путь от нападений степных кочевников.
Река упоминается в описании похода Ивана Грозного на Казань под 10 августа 1552 года.
В 1950-х годах на реке имелось несколько электростанций. Одна из них — на территории Батыревского района Чувашии, воздвигнутая силами двух соседских колхозов «Путь социализма» (Малые Арабузи) и «Красное Именево» (Именево). Строительство началось в 1948 году, объект заработал к 1950 году — к 30-летию Чувашской автономии.

## Населённые пункты
Бахтигильдино, Балабаш-Баишево, Сидели, Первомайское, Нижнее Атыково, Кокшаново, Именево, Малые Арабузи, Яншихово, Тигашево, Шыгырдан, Туруново, Старое Котяково, Новое Ахпердино, Булаково, Козловка, Старое Ахпердино, Новое Бахтиярово, Тойси, Старые Тойси, Малые Шихирданы, Татарские Тимяши, Кошки-Куликеево, Янтиково, Новое Изамбаево, Избахтино, Байглычево, Исаково, Атабай-Анкебе, Новое Янашево, Алькеево, Апанасово-Темяши, Бик-Утеево, Каменный Брод, Чатбаш, Старый Кулькаш, Чиреево, Давликеево.
На Буле расположен районный центр Батыревского района Чувашии — село Батырево, на Малой Буле — районный центр Яльчикского района Чувашии — село Яльчики.
Мост на железнодорожной линии Свияжск—Ульяновск.

## Хозяйственное использование
Водные объекты бассейна Булы используются для орошения сельхозугодий, полива огородов и водопоя, в противопожарных и рекреационных целях (в том числе и для любительского рыболовства).

## Комментарии
1. ↑  Чувашское слово пăлан переводится как „олень“. Скорее всего, автор, не владевший чувашским языком, ошибся. Но сама этимология вполне может быть достоверной, так как Масленицкий владел землями в Симбирском и Алатырском уездах и, соответственно, непосредственно имел возможность взаимодействовать с чувашским населением.